# Монтескудо

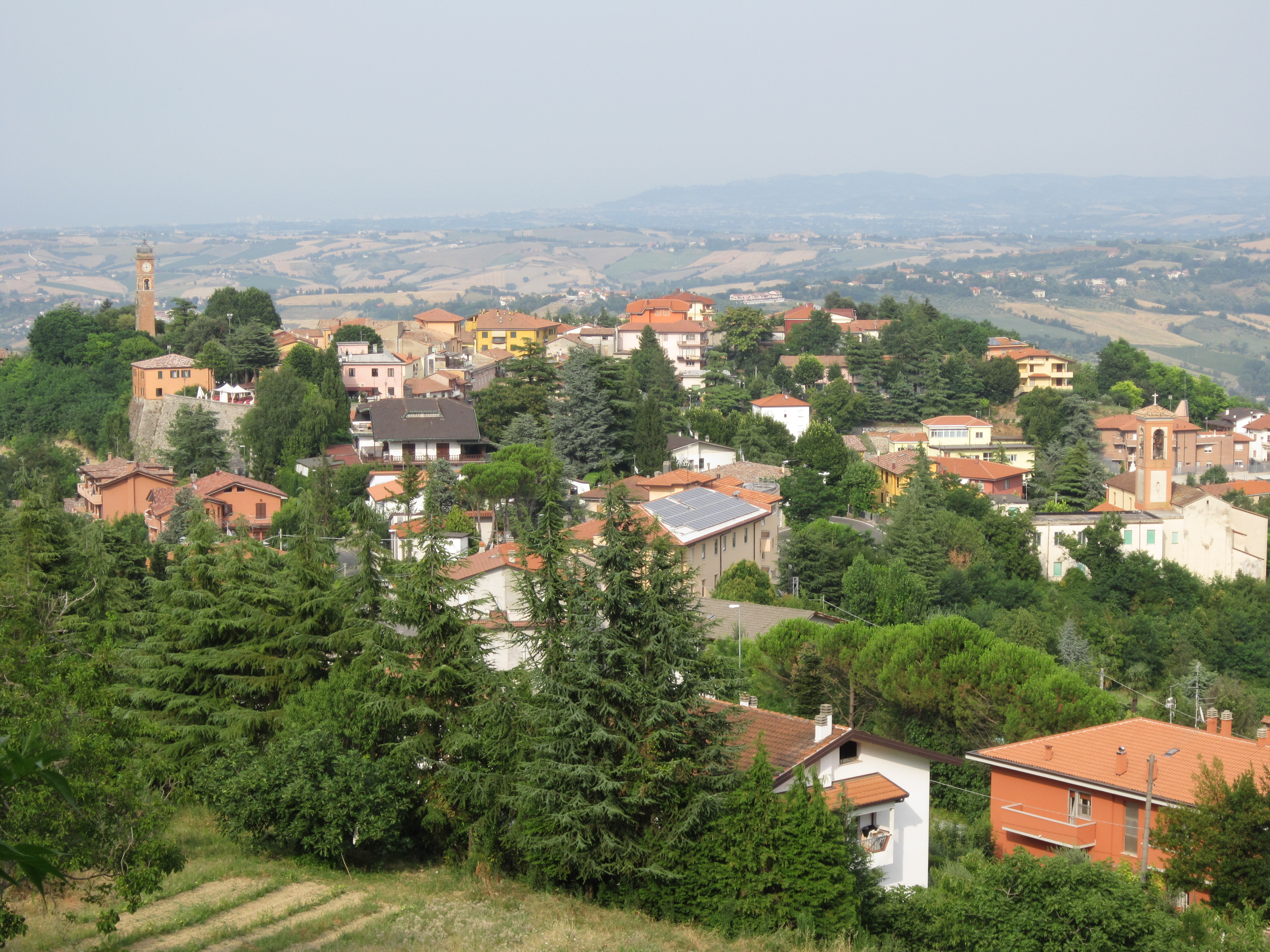
Montescudo

Монтескудо (итал. Montescudo) —  коммуна в Италии, располагается в регионе Эмилия-Романья, подчиняется административному центру Римини.
Население составляет 2038 человек, плотность населения составляет 107 чел./км². Занимает площадь 19 км². Почтовый индекс — 47040. Телефонный код — 0541.
Покровителем коммуны почитается святой Себастьян, празднование 20 января.